# Плохой сын (фильм, 1980)
Плохой сын (фр. Un mauvais fils) — французский драматический фильм 1980 года, поставленный режиссёром Клодом Соте с Патриком Девером в главной роли. Лента была номинирована в 6-ти категориях на получение французской национальной кинопремии «Сезар» и получила награду за лучшую мужскую роль второго плана.

## Сюжет
Молодой Бруно Калганьи выходит из американской тюрьмы, в которую он попал за торговлю наркотиками, возвращается во Францию и пытается начать новую жизнь. Поначалу его воссоединение с отцом кажется теплым и дружеским, тем более, что мать Брюно умерла несколько лет назад, и мужчины могут разделить это горе. Но вскоре парень узнает, что у отца новый роман, и уходит с новой работы, чтобы стать продавцом в книжном магазине. Там Брюно знакомится с девушкой Катрин, с которой у него много общего — в том числе давнее и, казалось, былая страсть к наркотикам. Он берет на себя ответственность и за судьбу Катрин, и за судьбу отца, у которого, ко всему прочему, не все в порядке со здоровьем.